# Stephen Elliott (fotbollsspelare)
Stephen Elliott, född 6 augusti 1984 i Dublin, Irland, är en irländsk landslagsspelare i fotboll som spelar för Carlisle United.

## Karriär
Elliot började sin karriär som ungdomsspelare i Manchester City. Han fick hoppa in som avbytare i två matcher men lyckades inte ta en plats i a-laget. Sunderlands manager Mick McCarthy köpte honom från Manchester City i juni 2004 för £125 000, summan fastställdes av en domstol, med extra betalning beroende på hans prestationer. McCarthy har senare medgivit att han köpte honom svinbilligt.
Han etablerade sig snabbt som a-lagsspelare, och gjorde 15 mål när laget vann The Championship 2005. Hans säsong i Premier League förstördes till stor del av skador, fast innan skadorna kom gjorde han spektakulära mål på långskott mot Manchester United och Newcastle. När Sunderland återvände till The Championship visade han åter god form när skadeproblemen visade sig igen.
Hans smeknamn i Sunderland var "Sleeves" likt frasen "sleeves up?" som han använde vid sin ankomst till Sunderland.
Elliot flyttade till Wolverhampton Wanderers den 17 juli 2007 för en icke avslöjad summa (enligt rykten runt £750 000), och får åter igen Mick McCarthy som manager. Han lyckas inte så bra i Wolves och sätts upp på transferlistan vid säsongens slut.
Den 1 september 2008 skriver han på för Preston North End.

## Landslaget
Hans fina start i Sunderland gjorde att han fick en kallelse till Irländska landslaget och hans debut var mot Kroatien på Lansdowne Road i november 2004. Han hade tidigare spelat med U-20 laget i 2003 FIFA World Youth Championship, och med U-21 laget.
Hans första landslagsmål kom mot Cypern i en VM-kvalmatch den 8 oktober 2005. (Irland 1 Cypern 0)